# كوسيإي تاني
كوسيإي تاني (باليابانية: 谷 晃生) (22 نوفمبر 2000 في أوساكا في اليابان – )؛ هو لاعب كرة قدم كان يلعب كحارس مرمى.

## وصلات خارجية
- كوسيإي تاني على موقع الاتحاد الدولي (مؤرشف)  (الإنجليزية)
- كوسيإي تاني على موقع رابطة كرة القدم اليابانية للمحترفين (اليابانية)
- كوسيإي تاني على موقع إي إس بي إن إف سي (الإنجليزية)
- كوسيإي تاني على موقع قاعدة بيانات كرة القدم.إي يو (الإنجليزية)
- كوسيإي تاني على موقع ناشيونال فوتبول تيمز (الإنجليزية)
- كوسيإي تاني على موقع Soccerbase.com (لاعب) (الإنجليزية)
- كوسيإي تاني على موقع Soccerway.com (الإنجليزية)
- كوسيإي تاني على موقع عالم كرة القدم.نت (الإنجليزية)
- كوسيإي تاني على موقع أوليمبيديا (الإنجليزية)